# Breitenbestimmung
Breitenbestimmung ist die Kurzbezeichnung für die Berechnung der astronomischen bzw. der geografischen Breite eines Beobachtungspunktes durch die Winkelmessung nach Gestirnen.
Seit dem Vorherrschen von GPS- und anderen Satellitenortungen werden unter dem Begriff jedoch zunehmend auch Methoden der Funkortung verstanden.

## Rasche, bewährte Methoden
Die ältesten – und gleichzeitig die einfachsten – Methoden sind die Messung der Mittagshöhe der Sonne und der Polhöhe mittels Polarstern. Sie erfordern im Prinzip nur eine einzige Messung des Höhenwinkels zum Gestirn, sofern man die geografische Länge und die genaue Zeit kennt. Ist dies nicht der Fall, kann man die Mittagshöhe als Maximalwert mehrerer Messungen ermitteln.
Die Höhe des Polarsterns entspricht der Breite selbst, wenn man einen Fehler von höchstens 0,7° in Kauf nimmt. Bei höheren Ansprüchen kann man die Messung nach 12 Stunden wiederholen und die beiden Werte mitteln.
Seit dem 18. Jahrhundert wird auch die Zirkummeridian-Methode angewandt, bei der ein Stern in gleicher Höhe beidseits des Meridians gemessen wird. Sie ist auch zur Zeit- bzw. Längenbestimmung und Richtungskontrolle anwendbar.

## Genauere Methoden
Aufwendigere, aber genauere Methoden der Breitenbestimmung sind z. B.
- Die Astronomische Standlinien-Methode (engl. Sumner line), bei der die Höhen zweier Sterne gemessen und mit jenen am gegissten (vermuteten) Ort verglichen werden. Die zugehörigen Standlinien werden in die Seekarte eingetragen (oder digital verarbeitet) und schneiden sich im wahren Ort des Beobachters.
- die Methode gleicher Höhen, bei der 3 oder mehr Gestirne gemessen und ihre Entfernungskreise berechnet werden. Sie schneiden sich im Ort des Beobachters nach dem Prinzip des Bogenschnitts (siehe auch Astrolabium und Ni2-Astrolab)
- die Sterneck-Methode, die sich besonders gut für Sekundentheodolite eignet
- die Horrebow-Talcott-Methode, mit der bis vor einigen Jahrzehnten die Polbewegung der Erde überwacht wurde. Hier werden Sternpaare bei der Kulmination mit einem Mikrometer eingemessen.
- und weitere Verfahren der Geodätischen Astronomie, beispielsweise die Zinger- und Embacher-Methode.